# پرتابگاه گاگارین
پرتابگاه گاگارین (روسی: Гагаринский старт) که به نام سایت ۱ بایکونور یا سایت ۱/۵ نیز شناخته می‌شود، یک پایگاه پرتاب در پایگاه فضایی بایکونور در قزاقستان است که توسط برنامه فضایی شوروی و سازمان فضایی فدرال روسیه (روس‌کاسموس) استفاده می‌شد.

## معرفی
این سکوی پرتاب برای اولین پرواز فضایی انسان توسط یوری گاگارین با فضاپیمای «وستوک ۱» در سال ۱۹۶۱ مورد استفاده قرار گرفت. این مکان به عنوان «سایت شماره ۱» (Площадка №1) شناخته می‌شد، چرا که اولین سکوی پرتاب از این نوع بود. گاهی به آن NIIP-5 LC1، بایکونور LC-1، LC-1/5، LC-1، پد ۱/۵ یا GIK-5 LC1 نیز گفته می‌شود.
در تاریخ ۱۷ مارس ۱۹۵۴، شورای وزیران شوروی به چندین وزارتخانه دستور داد که تا اول ژانویه ۱۹۵۵ مکانی را برای آزمایش موشک R-7 انتخاب کنند. یک کمیسیون ویژه برای شناسایی مناطق مختلف جغرافیایی تشکیل شد که در نهایت منطقه «تیوراتام» در جمهوری سوسیالیستی قزاقستان شوروی انتخاب گردید. این تصمیم در ۱۲ فوریه ۱۹۵۵ توسط شورای وزیران تأیید شد و هدف این بود که ساخت‌وساز تا سال ۱۹۵۸ به پایان برسد. کار ساخت سایت شماره ۱ در ۲۰ ژوئیه ۱۹۵۵ توسط مهندسان نظامی آغاز شد. شبانه‌روز بیش از ۶۰ کامیون قدرتمند در محل کار می‌کردند و روزانه ۱۵,۰۰۰ متر مکعب خاک را حفاری و جابجا می‌کردند. حجم کل خاک‌برداری حدود ۷۵۰,۰۰۰ متر مکعب برآورد شد. در طول زمستان، از مواد منفجره برای سرعت بخشیدن به کارها استفاده شد. تا پایان اکتبر ۱۹۵۶، تمام ساختمان‌های اصلی و زیرساخت‌های لازم برای آزمایش‌های موشک R-7 تکمیل شدند. ساختمان نصب و آزمایش (Монтажно-испытательный корпус) که به «سایت شماره ۲» معروف است، ساخته شد و یک خط راه‌آهن ویژه از آنجا به سایت شماره ۱ که سکوی پرتاب موشک در آن قرار داشت، احداث گردید. تا آوریل ۱۹۵۷، تمام کارهای باقی‌مانده تکمیل شد و سایت آماده پرتاب گردید.
موشک R-7 اولین پرواز خود را از سایت LC-1 در ۱۵ مه ۱۹۵۷ انجام داد. در ۴ اکتبر ۱۹۵۷، این سکو برای پرتاب اولین ماهواره مصنوعی جهان، اسپوتنیک ۱، استفاده شد. از جمله پروازهای فضایی سرنشین‌دار که از این مکان پرتاب شدند، می‌توان به پرواز یوری گاگارین، والنتینا ترشکوا و بسیاری دیگر از مأموریت‌های فضایی انسانی اشاره کرد، از جمله تمام پروازهای سرنشین‌دار شوروی و روسیه به ایستگاه فضایی میر. این سکو همچنین برای پرتاب فضاپیماهای برنامه لونا، برنامه کاوش مریخ، برنامه وِنِرا و بسیاری از ماهواره‌های کازموس و دیگر مأموریت‌ها مورد استفاده قرار گرفت. بین سال‌های ۱۹۵۷ تا ۱۹۶۶، این مکان علاوه بر پرتاب‌های فضایی، میزبان موشک‌های بالستیک هسته‌ای آماده پرتاب نیز بود؛ تا دهه ۲۰۰۰، بیش از ۴۰۰ پرتاب از این سکو انجام شده بود. پانصدمین پرتاب از این مکان در ۲ سپتامبر ۲۰۱۵ و مأموریت سایوز تی‌ام‌ای-۱۸ام بود.
در سال ۱۹۶۱، با افزایش تعداد پرتاب‌های برنامه فضایی شوروی، یک سکوی خواهر در بایکونور به نام LC-31/6 افتتاح شد. LC-1 به عنوان تأسیس اصلی برای پرتاب‌های فضایی انسانی باقی ماند، با برخی پرتاب‌های سایوز که از LC-31/6 انجام می‌شدند. LC-1 در سال‌های اولیه به دلیل انفجار بوسترها چندین بار آسیب دید.
این سکو در سال‌های ۱۹۶۹-۱۹۷۰ یک برنامه نوسازی یک‌ساله را پشت سر گذاشت تا از پرتاب ماهواره‌های شناسایی زِنیت پشتیبانی کند؛ در طول این مدت، تمامی پرتاب‌های R-7 از بایکونور از LC-31 انجام می‌شد.
تا سال ۲۰۱۶، آخرین حادثه‌ای که در این سکو یا اطراف آن رخ داد، مربوط به تلاش برای پرتاب سایوز T-10-1 در سپتامبر ۱۹۸۳ بود که به فاجعه انجامید؛ هنگامی که بوستر در حین آماده‌سازی پیش از پرتاب آتش گرفت و منفجر شد، خسارات شدیدی به LC-1 وارد شد که آن را برای نزدیک به یک سال غیرقابل استفاده کرد. اولین پرتاب از سکوی بازسازی شده، ماهواره شناسایی یانتار در ژوئیه ۱۹۸۴ بود، اما تا ژوئن ۱۹۸۵ و مأموریت سایوز T-13، هیچ پرواز سرنشین‌داری از این سکو انجام نشد.
در سال ۲۰۱۹، پرتابگاه گاگارین میزبان آخرین دو پرتاب سرنشین‌دار خود در ماه‌های ژوئیه و سپتامبر بود، قبل از اینکه برنامه‌ای برای مدرن‌سازی آن برای راکت‌های سایوز-۲ با اولین پرتاب در سال ۲۰۲۳ تنظیم شود. پس از بازنشستگی پرتابگاه گاگارین، مأموریت‌های سرنشین‌دار از سایت ۳۱ انجام می‌شوند.
آخرین پرتاب از پرتابگاه گاگارین، پرواز سایوز MS-15 به ایستگاه فضایی بین‌المللی در ۲۵ سپتامبر ۲۰۱۹ بود، و اولین مأموریت سرنشین‌دار از سایت ۳۱ پس از سال ۲۰۱۲، سایوز MS-16 در ۹ آوریل ۲۰۲۰ بود.
پرتابگاه گاگارین نتوانست بودجه لازم برای مدرن‌سازی جهت سازگاری با راکت بزرگتر سایوز-۲ را دریافت کند، به دلیل تمرکز دوباره برنامه‌های فضایی روسیه بر پایگاه فضایی ووستوچنی. در سال ۲۰۲۳، اعلام شد که مقامات روسیه و قزاقستان قصد دارند این مکان را به عنوان یک سکوی پرتاب بازنشسته غیرفعال کنند و آن را به مجموعه موزه پایگاه فضایی بایکونور اضافه کنند.